# 枳殻坂
座標: 北緯35度11分5.3秒 東経136度54分31.2秒 / 北緯35.184806度 東経136.908667度

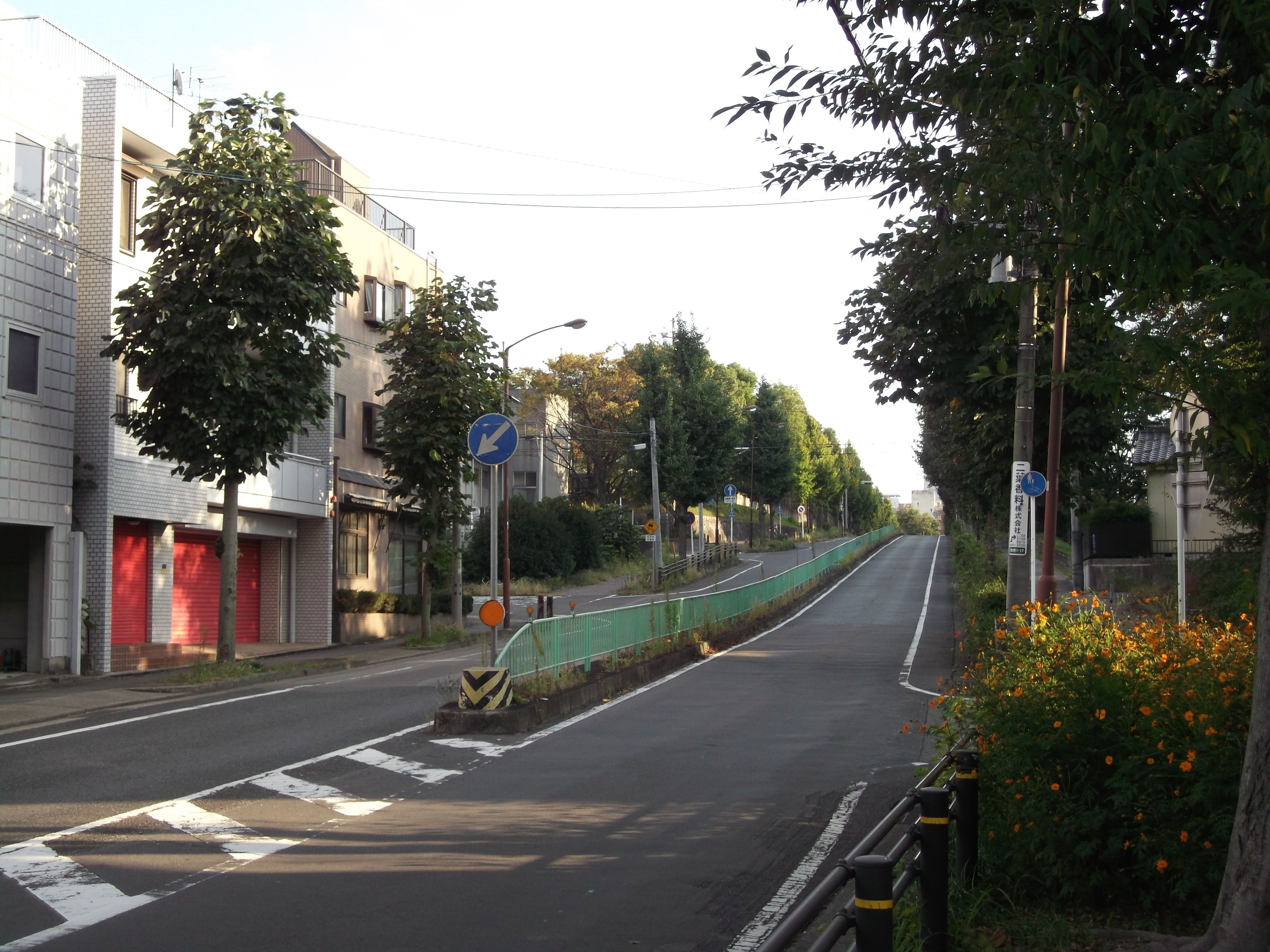
枳殻坂（2014年10月）

枳殻坂（きこくざか）は、名古屋市北区清水一丁目と東区白壁二丁目の境界付近に所在する坂である。名古屋市道深田外堀町線の一部にあたる。

## 概要
この坂はかつて柳原街道と呼ばれた道路の一部であり、名古屋城三の丸外堀の東側に位置している。

## 名称の由来
枳殻はカラタチのことであり、周囲に多く植えられていたことから、そう呼ばれるようになったという。坂道にカラタチが植えられたのは徳川義直の治世であったという。